# Krakovany (okres Piešťany)
Krakovany (Hongaars:Krakovány) is een Slowaakse gemeente in de regio Trnava, en maakt deel uit van het district Piešťany.
Krakovany telt 1343 inwoners.